# Phytocoris longipennis
Phytocoris longipennis är en insektsart som beskrevs av Flor 1861. Phytocoris longipennis ingår i släktet Phytocoris, och familjen ängsskinnbaggar. Arten är reproducerande i Sverige.